# Wolfgang Auler
Wolfgang Auler (* 21. Mai 1904 in Dortmund; † 1986) war ein deutscher Organist.

## Leben und Werk
Auler studierte in Dortmund, Frankfurt am Main und Leipzig unter anderem bei Karl Straube. Er wirkte als Organist in Gottesberg und Berlin. Er lehrte an der Hochschule für Lehrerbildung in Hirschberg, von 1939 bis 1941 am Konservatorium in Linz, von 1941 bis 1949 an der Staatsmusikschule in Braunschweig und anschließend bis 1953 an der Musikhochschule Köln. Zusätzlich übte er das Amt des Orgelsachverständigen der Evangelischen Kirche von Westfalen aus. 1961 wurde er zum Kirchenmusikdirektor ernannt. In der Zeit des Nationalsozialismus befürwortete Auler neben Gotthold Frotscher die Einbeziehung der Orgel in nationalsozialistische Feiern und trat zum 1. Mai 1933 in die NSDAP ein (Mitgliedsnummer 3.075.918), wurde jedoch offenbar Juni 1934 aus der Mitgliederliste gestrichen.

## Schüler
- Martin Lücker
- Edith Picht-Axenfeld

## Werke

### Publikationen
- Spielbuch für Kleinorgel (Hrsg.)
- Orgelkonzerte nach verschiedenen Meistern (Hrsg.)

### Tondokumente
- Die Schnitgerorgel der Eosander-Kapelle im Schloss Charlottenburg (1982)
- Nachhall der alten Orgelbewegung (1985)